# 風色のとんぼ
『風色のとんぼ』（かぜいろのとんぼ）は、1996年10月にNHKの「みんなのうた」で放送された曲。

## 概要
作詞：早川矢寿子、作曲：幅しげみ、編曲：戸塚修、歌：馮智英。
田舎から都会へ上京したが、仕事が上手くいかず悩んでいた一人の女性が仕事帰りにトンボを見つけ、幼いころ夢中で走り回って捕まえた頃を思い出す様子を描いた楽曲。
歌は『草原情歌（1983年）』『枯れ葉の子守唄（1984年）』に続き3度目となる馮智英が担当、馮の『みんなのうた』出演は本曲が最後。アニメは南家こうじが担当した。
音源は1997年に日本コロムビアより発売されたCD「NHKみんなのうたベスト～メトロポリタン美術館」に収録。
初回から22年後の「みんなのうたリクエスト枠」で再放送。